# Tsugarusundet
Tsugarusundet (津軽海峡 Tsugaru Kaikyō?) är ett sund mellan Honshu och Hokkaido i norra Japan som förbinder Japanska havet med Stilla havet. Det namngavs efter den västra delen av Aomori prefektur. Seikantunneln passerar under dess smalaste del (19,5 km) mellan Tappi Misaki och Tsugaruhalvön i Aomori prefektur, Honshū och Shirakami Misaki på Matsumaehalvön i Hokkaidō.

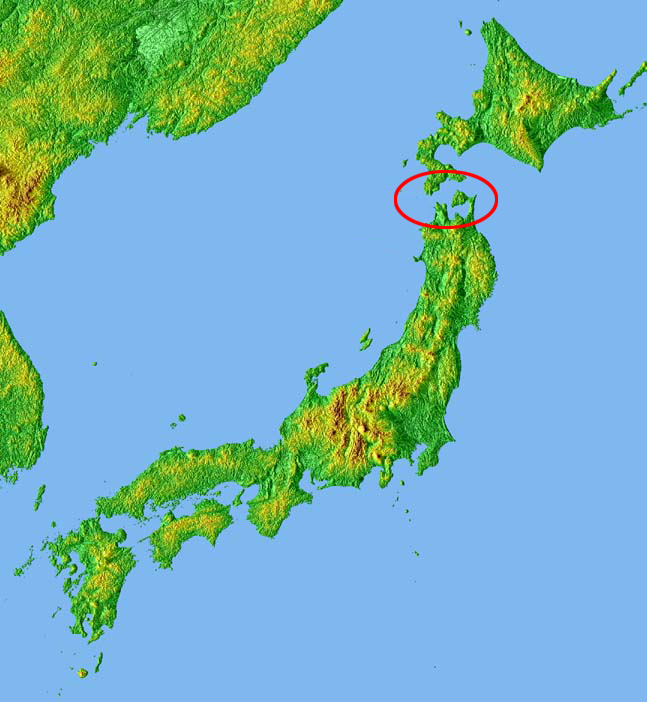
Tsugaruhalvön och Tsugarusundet.

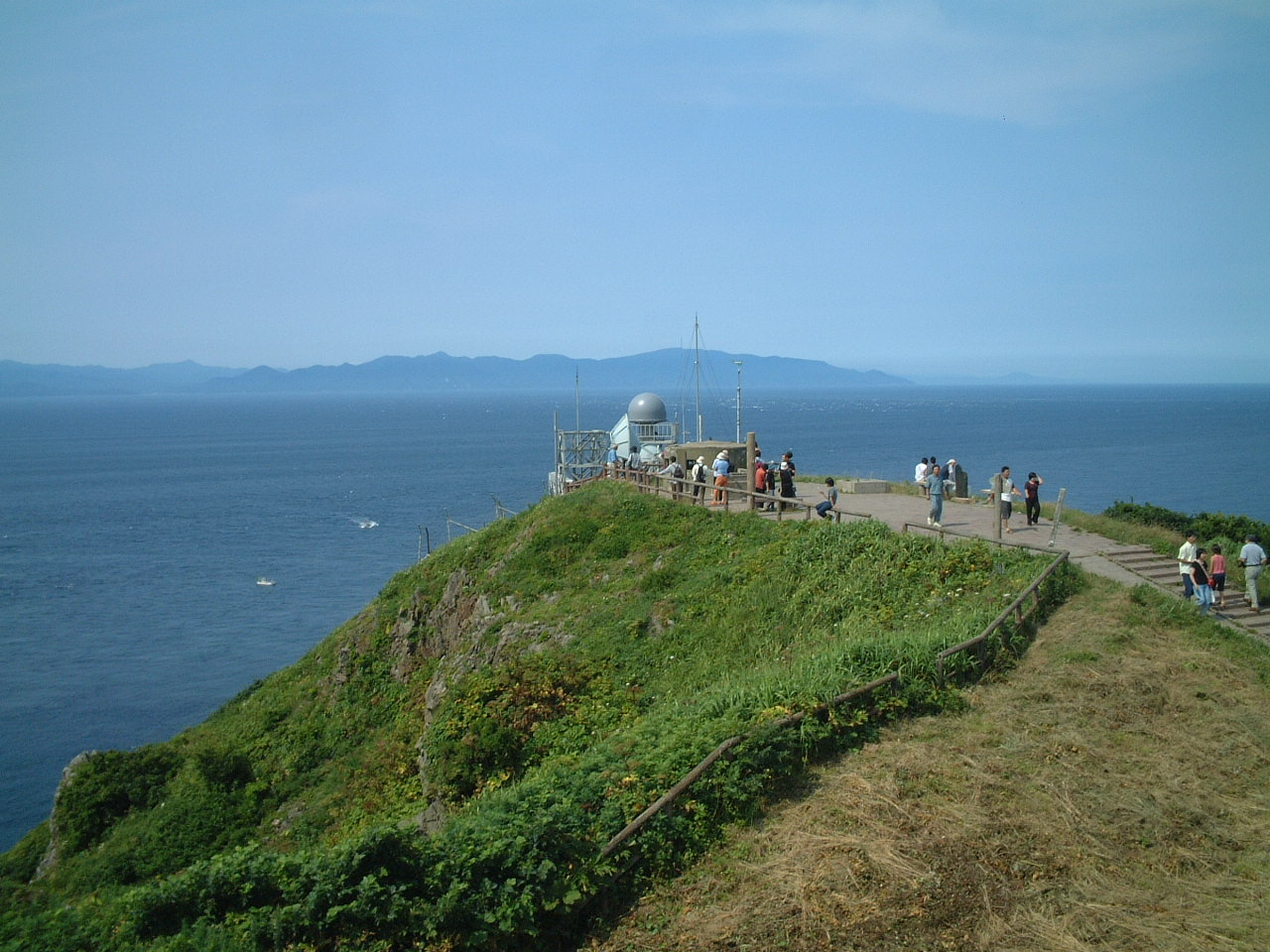
Tappi Misaki.

Japans territorialvatten sträcker sig tre sjömil (5,6 km) ut i sundet i stället för de vanliga 12, enligt uppgift för att amerikanska kärnvapenbestyckade örlogsfartyg och ubåtar ska kunna segla genom sundet utan att kränka Japans förbud mot kärnvapen på sitt territorium.
Tsugarusundet har östra och västra långsmala pass, båda cirka 20 km över med maximala djup på 200 respektive 140 meter.
Tidigare var det vanligaste sättet för passagerarna och frakt att korsa sundet på färjor vilket tog ungefär fyra timmar. Sedan Seikantunneln öppnade 1988 finns ett snabbare men dyrare alternativ som halverar restiden jämfört med färjan. Shinkansen-tåg kan passera tunneln sedan 2016.
Den 26 september 1954 omkom 1 172 personer när färjan Tōya Maru sjönk i sundet.
Thomas Blakiston, en engelsk upptäcktsresande och naturforskare, märkte att djuren på Hokkaido var relaterade till nordliga asiatiska arter, medan de på Honshu i söder var relaterade till de från södra Asien. Tsugarusundet fastställdes därför som en stor zoogeografisk gräns, och blev känd som "Blakistonlinjen".